# Alternance vocalique
Pour les articles homonymes, voir Alternance.
En linguistique, le processus d'alternance vocalique, appelé aussi gradation vocalique ou ablaut désigne un système de gradations des timbres vocaliques en indo-européen qui a encore des effets dans les langues indo-européennes modernes. Ainsi, un même radical ou morphème indo-européen peut se présenter sous trois formes (ce n'est pas le cas pour tous), chacune comprenant des variantes : degré zéro, degré plein et degré long.

## Exemple des trois degrés
On prendra ici le cas (théorique) du radical verbal *likʷ-, « laisser » (qui donne en latin linquo et en grec ancien λείπω / leipô) :
- degré zéro (sans voyelle) : *likʷ- (à ce degré, *i n'est pas considéré comme une voyelle radicale : ce n'est que la vocalisation de la sonante *y entre consonnes) ;
- degré plein :
  - timbre e : *leykʷ-,
  - timbre o : *loykʷ- ;
- degré long :
  - timbre e : *lēykʷ-,
  - timbre o : *lōykʷ-.

On voit que la voyelle radicale est un *e ou un *o. C'est la voyelle alternante, qui se note souvent *e/o pour marquer son caractère variant. Les deux timbres, e et o, fonctionnent en effet à la manière d'allophones, et *le/oykʷ- est donc une autre écriture possible du radical verbal.
Le procédé étant aussi très présent en sanskrit, les grammairiens indiens de l'Antiquité l'ont perçu et décrit; ils ont donné au degré plein le nom de guṇa (« qualité ») et au degré long celui de vr̥ddhi (« accroissement »).
Ces termes se rencontrent parfois dans la description de langues non indiennes. Toutefois, la phonologie du sanskrit étant très différente de celle du grec, l'analyse diffère donc souvent de manière importante. Par exemple, le sanskrit ayant connu la réduction de *e et *o à un seul timbre /a/, il n'y a pas d'alternances de timbre comparables à celles du grec.

## Morphologie
Le choix d'un degré et d'un timbre n'est pas libre. Le radical ou le morphème alternants prennent le degré voulu par des règles de morphologie complexes, qui au cours des siècles, ont tendu dans les langues indo-européennes à changer, voire simplifier, notamment en raison de modifications phonétiques annexes et surtout de la tendance forte au nivellement analogique. Ainsi, l'alternance vocalique en latin se voit bien moins qu'en grec ancien. Pour les langues modernes, elle reste bien plus visible en anglais ou en allemand (penser aux verbes dits « irréguliers » : sing, sang, sung sont les trois formes, aux trois thèmes aspecto-temporels, d'un même verbe) que dans les langues romanes.
Voici quelques exemples notables ; le même verbe *le/oykʷ- possède les alternances suivantes en grec ancien : 
- degré zéro : λιπ- à l'aoriste thématique, nommé ainsi parce qu'une voyelle thématique alternante s'ajoute devant les désinences, formant ainsi un thème à finale vocalique. La voyelle thématique étant déjà présente en fin de thème, elle disparaît du radical : ἔ-λιπ-ο-ν (ἔ- est l'augment, -ο- la voyelle alternante finale de thème et -ν la désinence de première personne du singulier des temps secondaires) ;
- degré plein : 
  - timbre e : λείπ-ω, au présent de l'indicatif. Bien que la désinence -ω soit déjà marquée d'une voyelle alternante (contractée avec celle de la désinence propre), le radical possède cette fois-ci bien sa propre voyelle alternante,
  - timbre o : λέ-λοιπ-α, au parfait de l'indicatif (λε- est le redoublement en e, caractéristique du parfait, -α la désinence).

Pour d'autres développements en grec, consulter aussi conjugaisons du grec ancien et déclinaisons du grec ancien.
De nombreux verbes ne suivent pas ce modèle, et on ne rencontre que rarement un même radical aux trois degrés à tous les timbres. Par exemple, le degré long est peu fréquent et caractérise surtout la flexion nominale.
En fait il n'existe pas de modèle théorique, qu'on retrouverait dans toutes les langues indo-européennes anciennes, qui permettrait de prévoir à quel degré et à quel timbre un radical doit se présenter à une forme morphologique voulue. Comme a été mentionné ci-dessus, les langues ont tendance à simplifier un système si complexe, d'autant plus que de nombreuses modification phonétiques l'avaient parfois rendu moins régulier. On pourrait, par exemple, dire que de préférence, les présents thématiques sont au degré plein, timbre e, les parfaits au timbre o et les adjectifs verbaux en *-to (sortes de participes passés passifs) au degré zéro. Il y a, cependant, de très nombreuses exceptions, autant dans la même langue qu'entre langues différentes.

## Distinction de l'umlaut
Cette modification phonétique doit être distinguée de l'umlaut, qui désigne un changement de voyelle causé par la présence d'une voyelle antérieure. L'ablaut est apparu en indo-européen, mais l'umlaut est apparu plus tardivement, en proto-germanique. Ces termes sont parfois utilisés aussi pour des changements similaires dans d'autres familles linguistiques.